# Bothriocraera bicolor
Bothriocraera bicolor är en stekelart som beskrevs av Compere och Zinna 1955. Bothriocraera bicolor ingår i släktet Bothriocraera och familjen sköldlussteklar. Inga underarter finns listade.